# Tommy Oar
Thomas Michael „Tommy“ Oar (* 10. Dezember 1991 in Southport) ist ein australischer Fußballspieler, der auch die spanische Staatsbürgerschaft besitzt.

## Vereinskarriere
Der Enkel baskischer Großeltern begann bereits im Alter von vier Jahren mit dem Fußballspiel beim lokalen Klub Carrara. Anschließend spielte er lange Jahre in den Jugendteams von Palm Beach und wurde 2006 erstmals auch im Seniorenbereich eingesetzt. 2007 erhielt er ein Stipendium an der Queensland Academy of Sport und unterschrieb im Anschluss Mitte 2008 einen Drei-Jahres-Vertrag beim Profiklub Queensland Roar (seit 2009 Brisbane Roar). Mit der Unterschrift wurde er der jüngste Spieler in der Geschichte der Roar. Oar, der als eines der größten Talente Australiens gilt, hat seine Stärken dank seiner Geschwindigkeit vor allem im Eins-gegen-Eins und wird deshalb gelegentlich mit seinem Vorbild Harry Kewell verglichen.
Kurz nach seinem 17. Geburtstag gab er am 14. Dezember 2008 gegen die Newcastle United Jets sein Profidebüt in der A-League. Zwei Wochen später verwandelte er in der Nachspielzeit gegen Wellington Phoenix einen direkten Freistoß und sicherte seinem Team dadurch einen 3:2-Erfolg. Am Saisonende zog er mit dem Klub in die Meisterschafts-Play-offs ein und scheiterte dort im Preliminary Final an Adelaide United. In der Saison 2009/10 verpasste Roar die Play-offs, Oar wurde dennoch am Saisonende als bester Nachwuchsspieler der Liga ausgezeichnet. Dabei setzte er sich in einer Abstimmung gegen Kofi Danning, Leigh Broxham, Rostyn Griffiths, Ben Kantarovski und Mathew Leckie durch.
Zur Saison 2010/11 wechselte Oar gemeinsam mit seinen Brisbaner Mannschaftskameraden Adam Sarota und Michael Zullo zum niederländischen Erstligisten FC Utrecht, wo er einen Vertrag bis zum 1. Juli 2015 unterschrieb. Der in Utrecht auslaufende Vertrag wurde nicht verlängert, sodass er den Verein nach fünf Jahren im Sommer 2015 verließ. Er fand mit dem englischen Ipswich Town einen neuen Arbeitgeber.

## Nationalmannschaft
Noch 16-jährig nahm er im November 2008 mit der australischen U-20-Auswahl an der U-19-Asienmeisterschaft teil und qualifizierte sich mit dem Team durch den Halbfinaleinzug für die Junioren-Weltmeisterschaft 2009 in Ägypten. Bei der WM in Ägypten stand Oar in allen drei Vorrundenpartien in der Startelf, das australische Team blieb dabei gegen Costa-Rica, Tschechien und Brasilien ohne Punktgewinn und schied aus.
Nach seinen guten Leistungen in der Liga kam Oar am 3. März 2010 im entscheidenden Asienmeisterschafts-Qualifikationsspiel gegen Indonesien zu seinem Länderspieldebüt für die australische A-Nationalmannschaft und war beim 1:0-Sieg der auffälligste Akteur seiner Mannschaft.

## Erfolge

### Verein
- Zyprischer Pokalsieger: 2018

### Nationalmannschaft
- Asienmeister: 2015